# IC 2451
IC 2451 ist eine elliptische Galaxie vom Hubble-Typ E0 im Sternbild Krebs auf der Ekliptik. Sie ist schätzungsweise 359 Millionen Lichtjahre von der Milchstraße entfernt.
Das Objekt wurde am 6. April 1896 von Stéphane Javelle entdeckt.